# William Workman
Pour les articles homonymes, voir Workman.
William Workman (né en mai 1807 à Ballymacash, dans le  comté d’Antrim en Irlande - décédé le 23 février 1878 à Montréal à l'âge de 70 ans) a été le maire de Montréal de 1868 à 1871.

## Biographie
William Workman immigre au Canada en 1829. Dès son arrivée, il devient journaliste pour le Canadian Courant and Montreal Advertiser. Il sera également actif dans le domaine des affaires, dont les banques, les chemins de fer et la spéculation foncière. Il est le partenaire de John Frothingham et fondèrent ensemble à Montréal la plus importante entreprise de quincaillerie au Canada, la Frothingham and Workman. Il devient riche.
Il accède à la mairie en 1868 en défaisant Jean-Louis Beaudry. Très populaire, il est réélu sans opposition en 1869 et 1870.  
C’est ainsi qu’il voit à l’amélioration des rues, à l’assèchement des terres, au changement des canaux d’égout en bois par des tuyaux d’argile vitrifiée, à la construction de bains publics, à l’instauration d’un service d’enlèvement quotidien des ordures ménagères et à la modernisation du système d’aqueduc. Il plaide aussi en faveur de la transformation de l’île Sainte-Hélène et du mont Royal en parcs publics. 